# Software gratuito
Software gratuito ou freeware é qualquer programa de computador cuja utilização não implica o pagamento de licenças de uso ou royalties. É importante não confundir o free de freeware com o free de free software, pois no primeiro uso o significado é de gratuito, e no segundo de livre. Um programa licenciado como freeware não é necessariamente um software livre, pode não ter código aberto e pode acompanhar licenças restritivas, limitando o uso comercial, a redistribuição não autorizada, a modificação não autorizada ou outros tipos de restrições. O freeware diferencia-se do shareware, no qual o usuário deve pagar para acessar a funcionalidade completa ou tem um tempo limitado de uso gratuito.

## História
O termo freeware foi introduzido por Andrew Fluegelman quando desejava vender um programa chamado PC-Talk que havia criado mas não queria usar métodos tradicionais de distribuição por causa do custo. Fluegelman, na realidade, distribuiu o PC-Talk sob uma licença agora chamada de shareware: o uso atual do termo não é necessariamente compatível com o conceito original.

## Critérios de Definição
Um software é gratuito ou freeware quando possui suas funcionalidades completas por tempo ilimitado sem custo monetário. A licença pode restringir o tipo de uso, como uso para fins não lucrativos, não comerciais, uso acadêmico, entre outros. Dessa forma a licença pode ser "gratuito para uso não comercial"

## Derivações
Após a disseminação das distribuições como shareware, outros tipos de distribuições com sufixo -ware surgiram, como adware, que denota softwares que possuem propagandas - que também podem ser shareware; ou outros como careware, solicitando que o usuário faça doações a alguma instituição de caridade, crippleware, software com recursos limitados e outras, como beerware, que requer que o usuário pague uma cerveja ao autor.

## Licenças Creative Commons
As licenças Creative Commons que permitem que um desenvolvedor defina "Freeware" em um domínio jurídico seguro e internacional, respeitando o caminho. O "compartilhamento" do caso de uso pode ser refinado com cláusulas de restrição como não-comercialidade (CC BY-NC) ou sem derivações (CC BY-ND), veja a descrição das licenças.